# Травертин

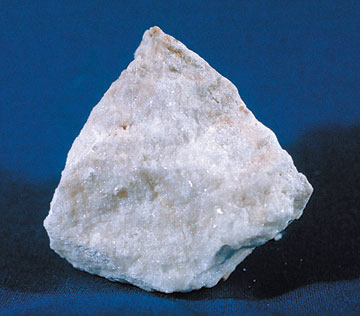
Травертин

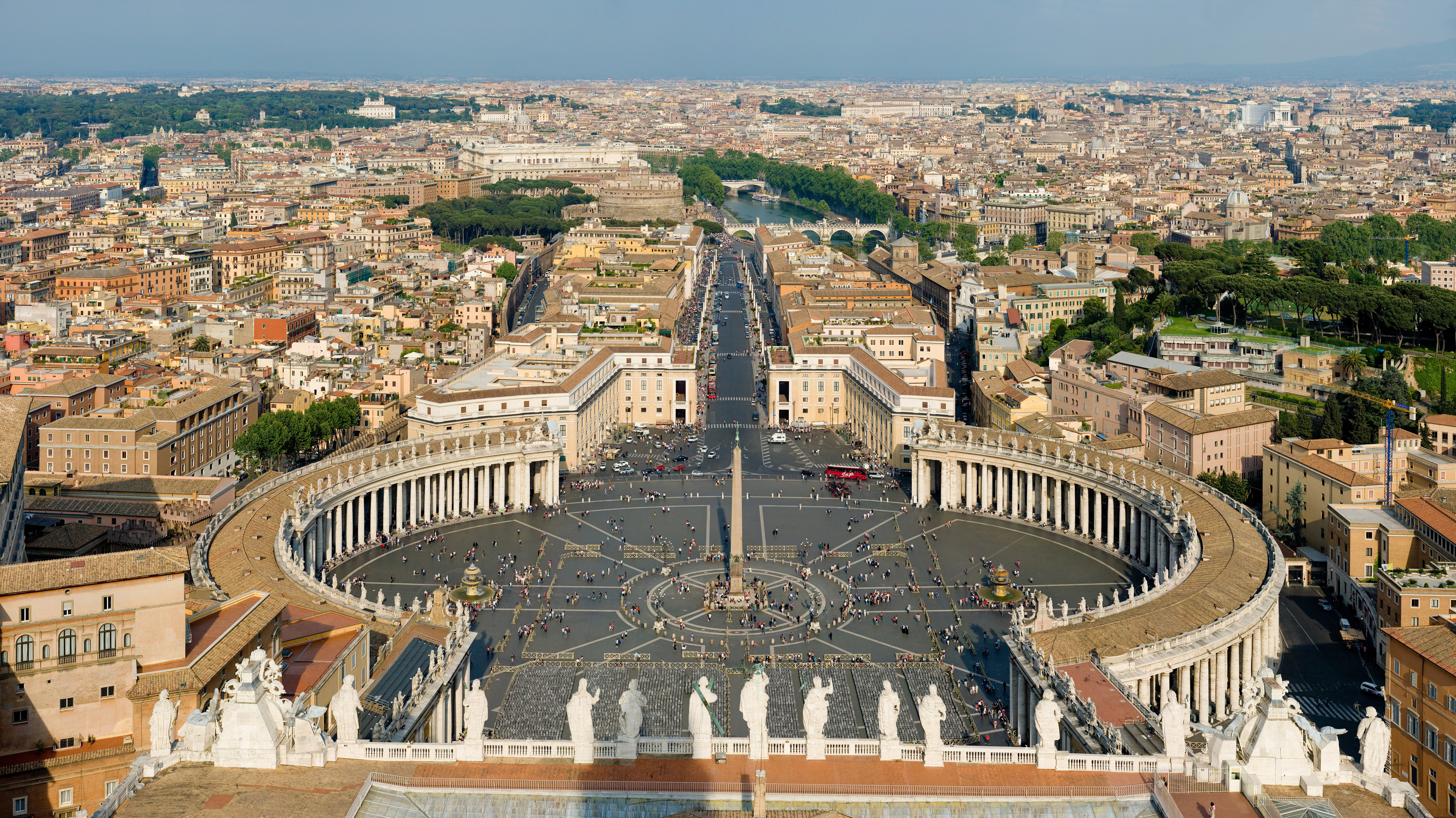
Травертинові колони площі Святого Петра у Римі

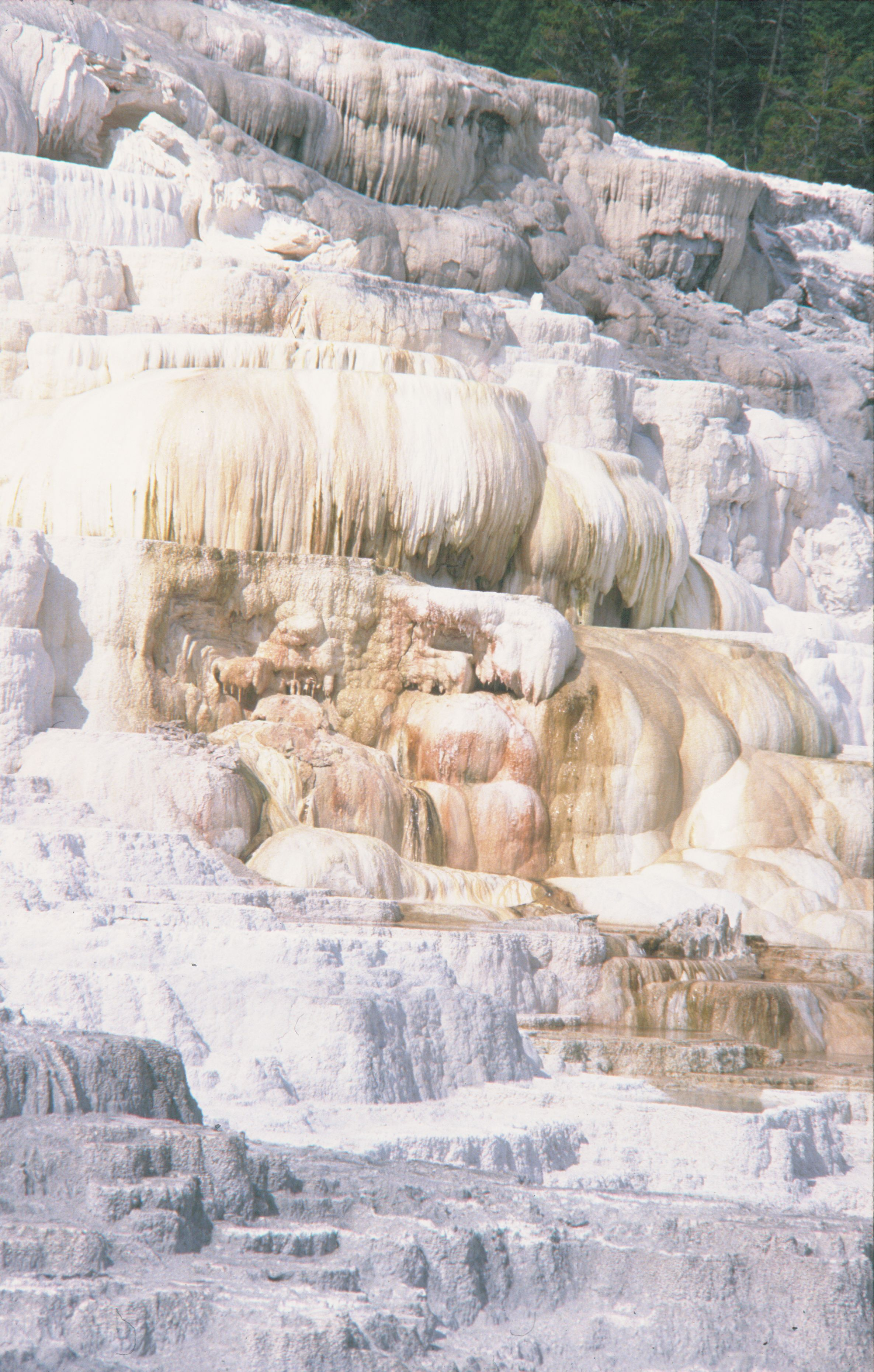
Травертинові тераси, Єллоустонський національний парк, США

Травертин (від італ. Travertino, лат. Lapis tiburtinus — тібурський камінь) — вапняковий туф, полікристалічна, міцна, тонкозерниста гомогенна гірська порода. Травертин має естетичну, господарську та наукову цінність.

## Історія
- У першому столітті до нашої ери травертин був відомий під ім'ям Lapis tiburtinus (камінь з Тібура).[1]
- Усім відомий Амфітеатр Флавіїв був побудований з великих брил травертинського каменя, які колись були сполучені між собою залізними зв'язками.

## Приклади виділення
Утворює специфічні травертинові тераси, скелі. Наприклад:
- у Рукомиських скелях (Україна) — мальовничі травертинові скелі, в карстових порожнинах яких знайдено кістки багатьох видів дрібних голоценових тварин.
- у Єллоустонському національному парку (США) — тераси складені мінералами карбонату кальцію (в основному арагоніт з меншою часткою кальциту), вапняними відкладеннями вуглекислих джерел.
- Стратотипи нагірянських верств (відслонення міоценових відкладів у місті Бучач).
- Травертинові скелі по долинах Дністра

У більш вузькому сенсі, травертин — щільна гірська порода, іноді масивна, але частіше смугаста або з волокнистою внутрішньою структурою, депонованою в гарячих джерелах.

## Властивості і генезис
Для травертину характерна пориста будова, ніздрюватість, невелика твердість (не залишає подряпин на склі), світле забарвлення (білий, сірий, жовтуватий, бурий), реакція при дії розбавленої соляної кислоти. Відрізняється малою густиною (від 1800 до 2500 кг/м³).
Свіжі травертини широко варіюються за пористістю — від приблизно 10 % до 70 %. Однак стародавні травертини можуть мати пористість як 2 % через кристалізацію вторинного кальциту в оригінальних просторах пор, тоді як деякі зі свіжих арагонітових травертинів у мамонтових гарячих джерелах має пористість більше 80 %. Пористість близько 50 % характерна для метеогенного травертину, а термогенні травертини мають середню пористість приблизно 26 %. Травертин піддається шліфуванню і поліруванню.
Травертин — це осадова порода, утворена в результаті осадження карбонату кальцію з води, зокрема, вуглекислих джерел. Також виділяється з підземних вод у печерах, утворюючи сталактити і сталагміти. Травертин утворюється в результаті видалення з розчинів, що містять розчинний бікарбонат кальцію діоксиду вуглецю, що відбувається звичайно з падінням тиску, пов'язаного з виходом підземних вод на поверхню, асиміляцією рослинами або дифузією в атмосферу внаслідок інтенсивного руху води. У результаті відбувається хімічна реакція, в якій виділяється нерозчинний у воді карбонат кальцію:
Ca(HCO3)2 {\displaystyle \to }CaCO3+H2O+CO2.
Відтінки травертину:
- червоний,
- тосканський горіх,
- коричневий,
- жовтий,
- світло-жовтий,
- класичний,
- навона,
- білий.

## Видобуток
До 1980-х років Італія мала майже монополію на світовому травертинському ринку; Зараз значні матеріали, що знаходяться в Туреччині, Мексиці, Китаї, Перу та Іспанії. США імпорт травертину в 2019 році склав 17 888 метричних тонн, з яких 12 804 були з Туреччини.
Опрацьована технологія видобування включає такі операції: У травертиновому масиві просвердлюють отвори.
- Камінь ріжуть металевим канатом, який покритий надміцними алмазними гранулами.
- Монолітний блок відділяють за допомогою так званої водяної подушки.
- Дрібні уламки травертину, подрібнюються для подальшого використання

## Використання
З травертину виробляють: каміни, фонтани, черепицю, клумби, балясини та статуї.
Травертин використовується як будівельний і облицювальний камінь (а також і для обробки внутрішніх приміщень). Крім цього використовується в сільському господарстві для вапнування ґрунтів.